# African Plant DB
African Plant DB (en francés, Base de Données des Plantes à Fleurs d'Afrique) es un base de datos que comprende más de 205 mil nombres de plantas africanas con sus estatutos nomenclaturales. El creador de la base de datos es el Conservatorio y jardín botánico de Ginebra con colaboración en la obtención, edición y transmisión de estos datos producto de la colaboración con el Instituto Nacional de Biodiversidad de Sudáfrica, Tela Botanica y el Jardín botánico de Misuri. Los datos se basan en diferentes fuentes para: África ecuatorial, África austral, África del Norte y Madagascar (Catálogo de plantas vasculares de Madagascar).

## Historia
La base de datos fue iniciada en 2006 bajo el título Plantes à fleurs d’Afrique subsaharienne, con un enfoque en especies subsaharianas. El traslado a la African Plant DB se debió a problemas de nomenclatura. La información disponible en sus inicios se basaba únicamente en valoraciones poco fiables con problemas de nomenclatura y discrepancias taxonómicas entre obras y entre regiones africanas; por lo tanto, algunas especies podrían aparecer con dos nombres diferentes o, por el contrario, dos especies con el mismo nombre. La actualización se lleva a cabo regularmente sobre la base de la literatura existente y las nuevas publicaciones.